# Koninklijke Muziekkapel van de Belgische Luchtmacht
De Koninklijke Muziekkapel van de Belgische Luchtmacht werd opgericht in 1946. In eerste instantie Muziekkapel van Brussel geheten, werd ze in 1947 officieel erkend onder de naam Muziekkapel van de Belgische Luchtmacht. Tijdens het jaarlijkse feest van de luchtmacht in 1996 verleende Zijne Majesteit Koning Albert II hen de titel Koninklijke Muziekkapel.
In 2010 bestond de militaire kapel uit:
- een harmonieorkest van zestig muzikanten, en
- een trompetterkorps van een dozijn bugelspelers.

## Repertoire
Het orkest verzorgt presentaties van militaire en culturele aard. Haar repertoire bestaat uit klassieke, romantische en moderne werken. De muziekkapel wordt vaak gevraagd op internationale taptoes en muziekfestivals. De muziekkapel begeleidt ook regelmatig solisten.

## Dirigenten
De kapel stond achtereenvolgens onder leiding van: Henri Mestrez (componist van de officiële mars), Jean-François Redouté, Gaston Devenijns, Arthur Heldenberg, André Vergauwen, Roger Verspeeten, Alain Crépin, Jean-Luc Bertel, Maurice Dubois en Guido De Ranter.
De formatie had eveneens het genoegen te mogen musiceren onder leiding van bekende dirigenten zoals: Roger Boutry (F), Simon Poulain (B), André Waignein (B), Dennis Layendecker (USA) en Bernardo Adam Ferrero (E).
Sinds 4 januari 2010 staat ze onder leiding van Kapitein kapelmeester Matty Cilissen.

## Internationale optredens
- Frankrijk: Albertville en Nice
- Duitsland: Möenchengladbach en Kaiserslautern
- Italië: Bari, Rome en Bardonecchia
- Denemarken: Alborg
- Polen: Krakow
- Canada: Halifax en Québec
- Zwitserland: Neuchâtel
- Verenigde Staten: Minneapolis
- Bulgarije: Veiliko Tarnovo

## Optredens met solisten
Saxofonist Francisco Martinez (E), saxofonist Tom de Vette (NL), klarinettiste Sylvie Hue (F), saxofonist Eugène Rousseau (USA), de in 2010 overleden saxofonist François Daneels (B), pianist Jean-Claude Van den Eynde (B) en niemand minder dan Jean "Toots" Thielemans.

## Trivia
- Sinds 1989 mogen de musici concerteren in gala-uniform.
- Sinds 1995 dragen de leden van de Koninklijke Muziekkapel, als ambassadeur van de Belgische Koninklijke Luchtmacht, de nestel van de Leopoldsorde.
- De kapel was het eerste Belgische militaire orkest dat een CD uitbracht. Per 2010 stonden er 42 uitgaven op hun naam.